# Campeonato Brasileño de Serie A
El Campeonato Brasileño de Serie A (conocido popularmente como Brasileirão, y por motivos de patrocinio como Brasileirão Betano) es la máxima categoría del sistema de ligas del fútbol brasileño y la principal competición a nivel de clubes del país. Organizado desde 1959 sin interrupciones, fue denominado en su origen como Taça Brasil para pasar a ser conocido con el nombre vigente desde 1989. 
Desde 2003, se disputa en formato de ida y vuelta, de forma que cada equipo juega dos partidos contra cada uno de los otros, uno como local y otro como visitante. El equipo con más puntos al final del campeonato es declarado campeón. Por lo tanto, no hay un partido final, lo cual había sido objeto de controversias, ya que tradicionalmente la definición se realizaba con formato de postemporada. Desde el año 2006 está compuesto por veinte equipos, y se disputa entre los meses de abril a diciembre.
Cada equipo juega treinta y ocho partidos. Al campeón y a los cinco equipos siguientes se les otorga una plaza en la Copa Libertadores de América; y del séptimo al duodécimo puesto se les otorga una plaza en la Copa Sudamericana. Los cuatro últimos descienden a la Serie B.
Debido a las peculiaridades históricas y a la gran extensión del país, Brasil tiene una historia relativamente corta de competiciones de fútbol a nivel nacional. El Campeonato Brasileño se inició en 1959, pero desde 1971 el campeonato fue apoyado por el régimen militar de la época, y facilitado por los avances en la aviación civil y transporte aéreo. Antes de la creación de una liga nacional, los torneos de fútbol más prestigiosos en Brasil eran las ligas estatales, en particular el Campeonato Paulista y el Campeonato Carioca (los torneos estatales de São Paulo y Río de Janeiro, respectivamente).
El Campeonato Brasileño es una de las 10 ligas más fuertes del mundo según el ranking oficial de la Federación Internacional de Historia y Estadística de Fútbol (IFFHS).
Los clubes brasileños también compiten en otros torneos nacionales de menor importancia, como la Copa de Brasil, así como también en otros de nivel nacional, regional y estatal.
Desde 1959, un total de 17 clubes se han coronado campeones del fútbol brasileño, 13 de los cuales han ganado el título más de una vez, con 6 después de ganar el título en temporadas consecutivas. Palmeiras es el club más exitoso del campeonato después de haber ganado el torneo doce veces, seguido de Santos FC con ocho títulos, Corinthians y Flamengo con siete títulos y São Paulo con 6 títulos. Un total de 158 clubes ha jugado en el Campeonato Brasileño desde la primera edición en 1959 hasta la 2021 inclusive. El estado de São Paulo es el estado más exitoso, con 33 títulos entre cinco clubes.
Las competiciones que otorgan el título de campeón brasileño son Taça Brasil, Torneo Roberto Gomes Pedrosa y Serie A. En el año 2010 hubo la unificación de los títulos de campeones aunque diferenciando las competiciones, organizadas por diferentes federaciones (FPF - FFD en el 1967, CBD desde 1959 a 1978, CBF desde 1979), con el nombre original en la lista oficial de ganadores emitida da la federación principal (CBF).
El actual campeón brasileño es el Botafogo, que conquistó su tercer título en la temporada 2024.
Desde la temporada 2023, cada equipo puede tener en cancha de juego siete jugadores extranjeros. Hasta 2022 solo se permitía cinco extranjeros.
Cabe destacar que por decisión de la Confederación Brasileña de Fútbol, todos los títulos oficiales son vigentes desde 1959.

## Historia

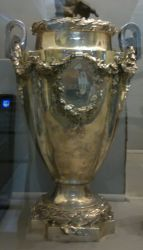
Trofeo Taça Brasil.

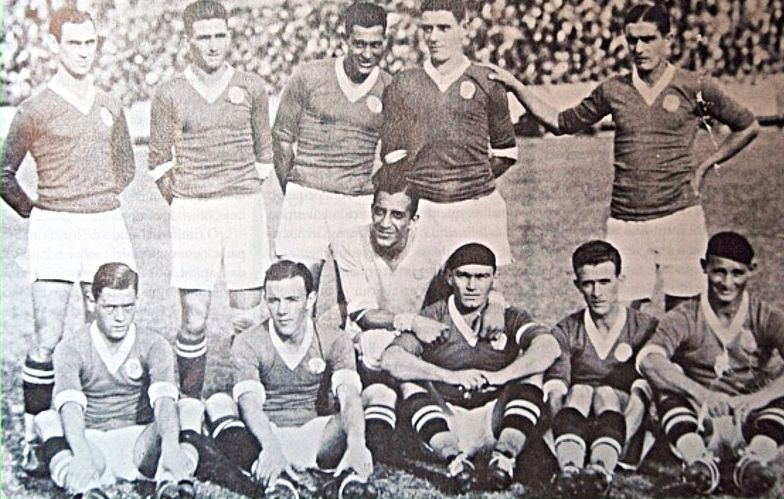
Sociedade Esportiva Palmeiras de 1933 fueron los primeros ganadores del Torneo Río-São Paulo.

El Campeonato Brasileño fue creado en 1959 con la disputa de la Taça Brasil. El sistema utilizado hasta 1987 fue similar a la Copa Mundial de la FIFA o la UEFA Champions League: los mejores clubes de cada Campeonato Estatal se dividieron en varios grupos pequeños. Entonces los mejores de cada grupo jugaron los play-offs. Pero cada año cambiaron algunos aspectos del formato, número de participantes y las reglas.
En 1979, todos los grandes clubes de São Paulo, excepto Palmeiras, se retiraron de la competición, en protesta contra el extraño sistema de calificación de nivel, que hizo que Palmeiras y Guaraní disputasen solo la fase final (debido a que fueron los finalistas del año anterior). De hecho, el Guaraní terminó jugando en el top 12 solo 3 juegos, y Palmeiras terminó tercero a pesar de jugar solo 5 partidos en un torneo con 96 participantes.
En 1984, Juventus, un pequeño club de São Paulo, se benefició de la Serie A. Los participantes de este año podrían ser tanto promovidos como relegados desde la Serie B en la mitad del torneo. Juventus, que comenzó el torneo en la Serie A, fue relegado en medio del torneo, finalmente logrando alzarse con el título de la Serie B. A pesar de esto, el equipo no fue ascendido a la Serie A al año siguiente, ni se clasificó a la misma desde el campeonato estatal.
En 1987, los 13 clubes más grandes de Brasil fundaron una asociación llamada Clube dos 13, con el fin de hacer sus propios acuerdos comerciales sin la mediación de la CBF. Como resultado, estos clubes rompieron con el CBF y organizaron su propia liga paralela llamada Copa União, que sustituyó al antiguo sistema que clasifica a los campeones estatales para el campeonato nacional.
Inmediatamente intervino la FIFA, amenazando a los clubes y a la selección nacional con prohibirles la participación en competiciones internacionales. Así, el Clube dos 13 aceptó hacer una competición con la CBF, pero manteniendo el formato de la Copa União. En la final del campeonato, un desacuerdo dio lugar a dos campeones: Sport Recife, apoyada por la CBF, y Flamengo, apoyado por el Clube dos 13 y gran parte de los medios de comunicación. Entre 1988 y 2003, el sistema de la Copa União continuó siendo utilizado con algunos cambios cada año.
En 1999, fue adoptado un sistema de descenso promedio, similar al utilizado en la Primera División Argentina: los dos clubes con los peores puntajes en la primera etapa de las dos temporadas anteriores eran relegados. Sin embargo, este sistema solo duró una sola temporada.
En 2005, cada equipo jugó 42 partidos, 21 de anfitrión y 21 de visitante. El campeón y el subcampeón automáticamente se clasificaron para la Copa Libertadores de 2006. Los equipos que quedaron en tercer y cuarto lugar, también representaron a Brasil en esta misma copa al derrotar a los clubes extranjeros que son determinados por la CONMEBOL en fase de pruebas del torneo. El campeón y los equipos ubicados entre el 5.º y el 11.º lugar representaron a Brasil en la Copa Sudamericana, siendo ocho equipos en total. Los últimos cuatro equipos en el ranking de la Serie A fueron relegados a la Serie B del año siguiente.
Once partidos de la competición del 2005 se anularon debido a un escándalo de amaño de partidos, teniendo que ser jugados nuevamente.
Las temporadas con mayor número de participantes de la competencia en sus cuatro divisiones fueron: 2000 (116 participantes), 1979 (94 participantes) y 1986 (80 participantes).

## Formato y normas de competencia
Desde 2003, la Serie A ha sido configurado en una ronda de doble formato de todos contra todos, y el equipo con más puntos es declarado campeón. Los equipos son clasificados por el total de puntos, luego por diferencia de goles y luego por el total de goles marcados. En caso de empate entre dos o más clubes, los criterios de desempate son: mayor número de victorias, diferencia de goles y partidos disputados entre ellos, no está contemplado ningún partido final.
Antes de 2003, el campeonato brasileño tradicionalmente se había decidido con algún tipo de formato de "play-offs" más comúnmente conocido como el "Octogonal", donde los 8 mejores equipos de la temporada regular entraban en un torneo de eliminación directa, en vez de usar el modelo europeo de acumulación de puntos durante la temporada. Aunque algunos puristas se quejan de que este sistema carece de las escenas dramáticas de los playoffs y las finales, la competencia ha demostrado hasta ahora tener una composición equilibrada, sin un pequeño número de clubes que dominan la liga, un fenómeno frecuente en muchas ligas europeas.
Para la temporada 2006, el número de equipos se redujo de 22 a 20, y la CBF confirmó que este sería el formato "definitivo". En 2006, se estableció un límite en el número de jugadores extranjeros, de manera que ningún equipo podía tener más de tres jugadores extranjeros en el campo o en el banco en cada partido. En 2014 ese número pasó a cinco extranjeros y con el paso de los años, este límite de extranjeros fue aumentando, hasta que en 2024 se estableció el límite de nueve atletas de otro país pudiendo entrar en la cancha para formar un equipo, aunque en el plantel cada equipo puede tener cuantos extranjeros quieran.

## Clasificación a torneos internacionales

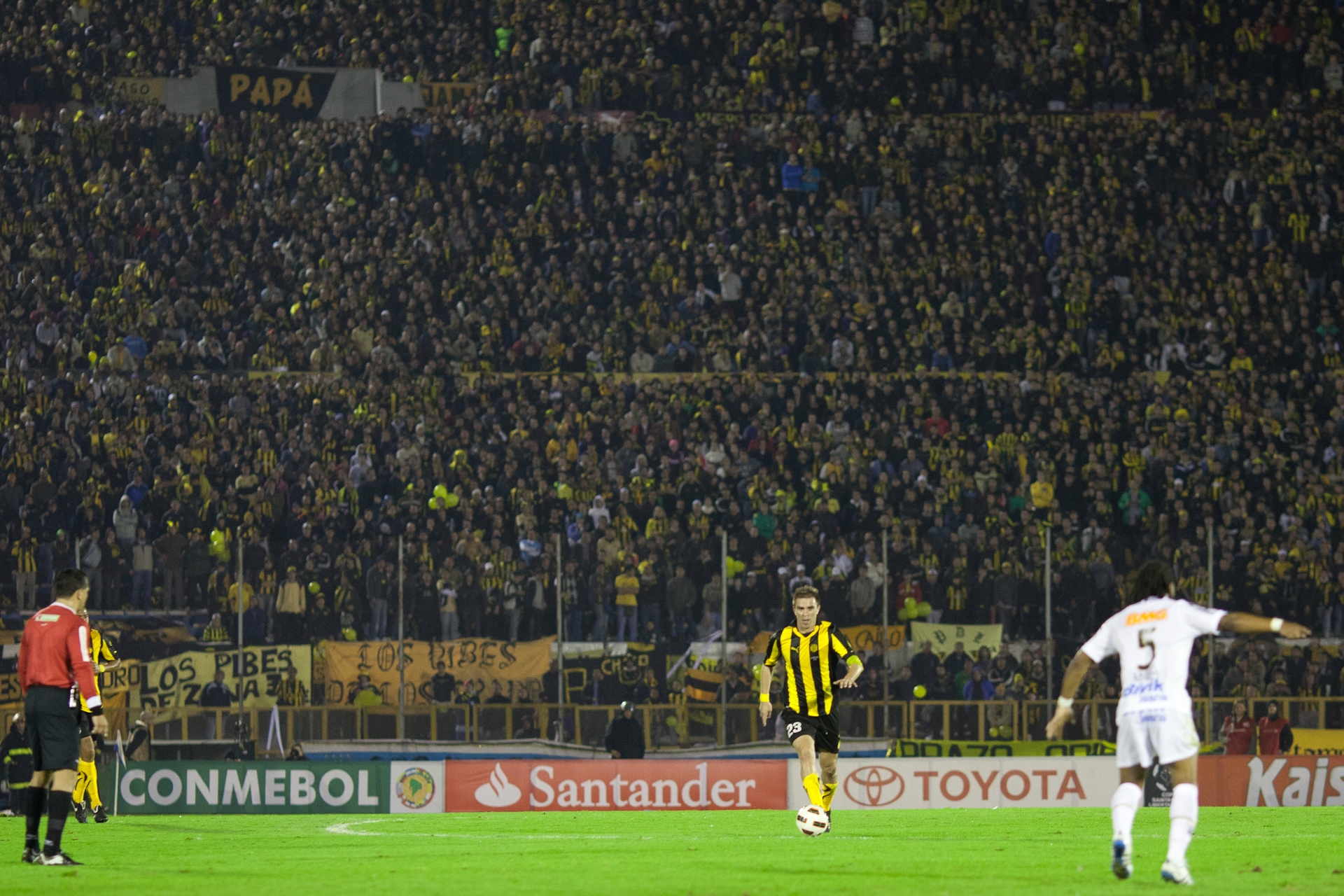
Peñarol vs Santos en el Estadio Centenario de Montevideo durante la Final de la Copa Libertadores 2011.

### Copa Libertadores
Los equipos de Brasil tienen 7 plazas para la Copa Libertadores, clasificándose los 6 primeros de la tabla del Campeonato Brasileño de Serie A y el campeón de la Copa de Brasil. En el Campeonato Brasileño los cuatro primeros aseguran cupo para la fase de grupos de la Copa Libertadores, y los ubicados en el 5° y 6° puesto disputarán la ronda previa de la Copa.

### Copa Sudamericana
Además el Campeonato Brasileño de Serie A tiene 6 plazas para la Copa Sudamericana, clasifican los equipos ubicados 7° al 12° puesto en la tabla del torneo.

## Estadísticas
Los únicos clubes que ganaron campeonatos invictos fueron Internacional en 1979, Palmeiras en 1960, Cruzeiro en 1966 y Santos, en tres años consecutivos (1963, 1964 y 1965).
Roberto Dinamite es el jugador con más goles marcados en la historia de Campeonato Brasileño, con 190 goles en 20 temporadas (1971-1989).
Sólo Flamengo ha participado en todas las ediciones de campeonato desde 1971. Teniendo en cuenta desde el año 1959, Grêmio es el equipo que participó en el mayor número de ediciones, 59 en total.
Con el descenso de Vasco a la Serie B en 2008, el de Internacional en 2016 y el de Cruzeiro en 2019, sólo un equipo ha jugado todas las temporadas de la Serie A desde la creación del Campeonato Brasileiro en 1971: Flamengo. El único otro equipo que jamás descendió es el São Paulo.
São Paulo, Santos, Corinthians y Portuguesa no jugaron el campeonato de 1979 alegando que participaban demasiados equipos. Sin embargo, como el campeonato de ese año no tenía divisiones (todos los equipos jugaban en una categoría única), no fueron removidos de la Serie A de 1980.

## Equipos participantes serie A 2025
| São Paulo          | 6 | Bragantino, Corinthians, Mirassol, Palmeiras, Santos y São Paulo | A. Mineiro Cruzeiro Bahia Botafogo · Flamengo · Fluminense · Vasco da Gama Bragantino Ceará · Fortaleza Corinthians · Palmeiras · São Paulo Cruzeiro Grêmio Internacional Juventude Mirassol Santos Sport Recife Vitória |
| Río de Janeiro     | 4 | Botafogo, Flamengo, Fluminense y Vasco da Gama                   | A. Mineiro Cruzeiro Bahia Botafogo · Flamengo · Fluminense · Vasco da Gama Bragantino Ceará · Fortaleza Corinthians · Palmeiras · São Paulo Cruzeiro Grêmio Internacional Juventude Mirassol Santos Sport Recife Vitória |
| Río Grande del Sur | 3 | Grêmio, Internacional y Juventude                                | A. Mineiro Cruzeiro Bahia Botafogo · Flamengo · Fluminense · Vasco da Gama Bragantino Ceará · Fortaleza Corinthians · Palmeiras · São Paulo Cruzeiro Grêmio Internacional Juventude Mirassol Santos Sport Recife Vitória |
| Bahía              | 2 | Bahia y Vitória                                                  | A. Mineiro Cruzeiro Bahia Botafogo · Flamengo · Fluminense · Vasco da Gama Bragantino Ceará · Fortaleza Corinthians · Palmeiras · São Paulo Cruzeiro Grêmio Internacional Juventude Mirassol Santos Sport Recife Vitória |
| Ceará              | 2 | Ceará y Fortaleza                                                | A. Mineiro Cruzeiro Bahia Botafogo · Flamengo · Fluminense · Vasco da Gama Bragantino Ceará · Fortaleza Corinthians · Palmeiras · São Paulo Cruzeiro Grêmio Internacional Juventude Mirassol Santos Sport Recife Vitória |
| Minas Gerais       | 2 | Atlético Mineiro y Cruzeiro                                      | A. Mineiro Cruzeiro Bahia Botafogo · Flamengo · Fluminense · Vasco da Gama Bragantino Ceará · Fortaleza Corinthians · Palmeiras · São Paulo Cruzeiro Grêmio Internacional Juventude Mirassol Santos Sport Recife Vitória |
| Pernambuco         |   | Sport Recife                                                     | A. Mineiro Cruzeiro Bahia Botafogo · Flamengo · Fluminense · Vasco da Gama Bragantino Ceará · Fortaleza Corinthians · Palmeiras · São Paulo Cruzeiro Grêmio Internacional Juventude Mirassol Santos Sport Recife Vitória |

| Equipo        | Ciudad            | Entrenador           | Capitán         | Estadio                   | Capacidad | Proveedor   | Patrocinador      |
| ------------- | ----------------- | -------------------- | --------------- | ------------------------- | --------- | ----------- | ----------------- |
| A. Mineiro    | Belo Horizonte    | Cuca                 | Hulk            | Arena MRV                 | 46 000    | Adidas      | Betano            |
| Bahia         | Salvador          | Rogério Ceni         | Éverton Ribeiro | Itaipava Arena Fonte Nova | 50 025    | PUMA        | Esportes da Sorte |
| Botafogo      | Río de Janeiro    | Davide Ancelotti     | Marlon Freitas  | Olímpico Nilton Santos    | 46 831    | Reebok      | Parimatch         |
| Bragantino    | Bragança Paulista | Fernando Seabra      | Cleiton         | Nabizão                   | 17 724    | In-house    | Red Bull          |
| Ceará         | Fortaleza         | Léo Condé            | Luiz Otávio     | Castelão                  | 63 903    | Vozão       | Esportes da Sorte |
| Corinthians   | São Paulo         | Dorival Júnior       | Ángel Romero    | Neo Química Arena         | 49 205    | Nike        | Esportes da Sorte |
| Cruzeiro      | Belo Horizonte    | Leonardo Jardim      | Lucas Romero    | Mineirão                  | 62 160    | Adidas      | Betfair           |
| Flamengo      | Río de Janeiro    | Filipe Luís          | Bruno Henrique  | Maracaná                  | 78 838    | Adidas      | PixBet            |
| Fluminense    | Río de Janeiro    | Renato Portaluppi    | Thiago Silva    | Maracaná                  | 78 838    | Umbro       | Superbet          |
| Fortaleza     | Fortaleza         | Renato Paiva         | Tinga           | Castelão                  | 63 903    | Volt Sport  | Novibet           |
| Grêmio        | Porto Alegre      | Mano Menezes         | Pedro Geromel   | Arena do Grêmio           | 55 662    | Umbro       | Banrisul          |
| Internacional | Porto Alegre      | Roger Machado        | Alan Patrick    | Beira-Rio                 | 50 128    | Adidas      | Banrisul          |
| Juventude     | Caxias do Sul     | Thiago Carpini       | Nenê            | Alfredo Jaconi            | 19 924    | 19treze     | Stake             |
| Mirassol      | Mirassol          | Rafael Silva Guanaes | Gabriel         | Campos Maia               | 15 000    | Athleta     | Guaraná Poty      |
| Palmeiras     | São Paulo         | Abel Ferreira        | Gustavo Gómez   | Allianz Parque            | 43 713    | Puma        | Crefisa           |
| Santos        | Santos            | Pedro Caixinha       | Neymar          | Vila Belmiro              | 16 068    | Umbro       | Blaze             |
| São Paulo     | Morumbi           | Hernán Crespo        | Alan Franco     | MorumBIS                  | 72 039    | New Balance | Superbet          |
| S. Recife     | Recife            | Daniel Paulista      | Rafael Thyere   | Ilha                      | 32 983    | Umbro       | Betvip            |
| Vasco da Gama | Río de Janeiro    | Fernando Diniz       | Pablo Vegetti   | São Januário              | 24 584    | Kappa       | Betfair           |
| Vitória       | Salvador          | Thiago Carpini       | Wagner Leonardo | Barradão                  | 34 535    | Volt Sport  | Betsat            |

## Historial
Cabe destacar que por decisión de la Confederación Brasileña de Fútbol, los títulos entregados por la Copa de Campeones, Taça Brasil y el Torneo Roberto Gomes Pedrosa son de carácter oficial, al igual que los de la actual Serie A.
| Temporada                    | Campeón                  | Subcampeón          | Tercero                | Máximo goleador                     | Club                                      | Goles |
| ---------------------------- | ------------------------ | ------------------- | ---------------------- | ----------------------------------- | ----------------------------------------- | ----- |
| Copa de Campeones (FBF)      |                          |                     |                        |                                     |                                           |       |
| 1937                         | Atlético Mineiro (1)     | Fluminense          | Rio Branco-ES          | Paulista                            | Atlético Mineiro                          | 8     |
| Taça Brasil                  |                          |                     |                        |                                     |                                           |       |
| 1959                         | Bahia (1)                | Santos              | Grêmio                 | Léo Briglia                         | Bahia                                     | 8     |
| 1960                         | Palmeiras (1)            | Fortaleza           | Fluminense             | Bececê                              | Fortaleza                                 | 7     |
| 1961                         | Santos (1)               | Bahia               | América-RJ             | Pelé                                | Santos                                    | 7     |
| 1962                         | Santos (2)               | Botafogo            | Internacional          | Coutinho                            | Santos                                    | 7     |
| 1963                         | Santos (3)               | Bahia               | Botafogo               | Pelé                                | Santos                                    | 8     |
| 1964                         | Santos (4)               | Flamengo            | Ceará                  | Pelé                                | Santos                                    | 7     |
| 1965                         | Santos (5)               | Vasco da Gama       | Náutico Recife         | Bita                                | Náutico Recife                            | 9     |
| 1966                         | Cruzeiro (1)             | Santos              | Náutico Recife         | Bita Toninho Guerreiro              | Náutico Recife Santos                     | 10    |
| 1967                         | Palmeiras (2)            | Náutico Recife      | Cruzeiro               | Chicletes                           | Treze                                     | 6     |
| 1968                         | Botafogo (1)             | Fortaleza           | Cruzeiro               | Fernando Ferretti                   | Botafogo                                  | 7     |
| Torneo Roberto Gomes Pedrosa |                          |                     |                        |                                     |                                           |       |
| 1967                         | Palmeiras (3)            | Internacional       | Corinthians            | Ademar Pantera César da Silva       | Flamengo Palmeiras                        | 15    |
| 1968                         | Santos (6)               | Internacional       | Vasco da Gama          | Toninho Guerreiro                   | Santos                                    | 18    |
| 1969                         | Palmeiras (4)            | Cruzeiro            | Corinthians            | Edu                                 | América-RJ                                | 14    |
| 1970                         | Fluminense (1)           | Palmeiras           | Atlético Mineiro       | Tostão                              | Cruzeiro                                  | 12    |
| Serie A                      |                          |                     |                        |                                     |                                           |       |
| 1971                         | Atlético Mineiro (2)     | São Paulo           | Botafogo               | Dadá Maravilha                      | Atlético Mineiro                          | 15    |
| 1972                         | Palmeiras (5)            | Botafogo            | Internacional          | Dadá Maravilha Pedro Rocha          | Atlético Mineiro São Paulo                | 17    |
| 1973                         | Palmeiras (6)            | São Paulo           | Cruzeiro               | Ramón da Silva Ramos                | Santa Cruz Recife                         | 21    |
| 1974                         | Vasco da Gama (1)        | Cruzeiro            | Santos                 | Roberto Dinamite                    | Vasco da Gama                             | 16    |
| 1975                         | Internacional (1)        | Cruzeiro            | Fluminense             | Flávio Minuano                      | Internacional                             | 16    |
| 1976                         | Internacional (2)        | Corinthians         | Atlético Mineiro       | Dadá Maravilha                      | Internacional                             | 16    |
| 1977                         | São Paulo (1)            | Atlético Mineiro    | Operário Campo Grande  | Reinaldo                            | Atlético Mineiro                          | 28    |
| 1978                         | Guarani de Campinas (1)  | Palmeiras           | Internacional          | Paulinho                            | Vasco da Gama                             | 19    |
| 1979                         | Internacional (3)        | Vasco da Gama       | Coritiba               | César de Oliveira                   | América-RJ                                | 13    |
| 1980                         | Flamengo (1)             | Atlético Mineiro    | Internacional          | Zico                                | Flamengo                                  | 21    |
| 1981                         | Grêmio (1)               | São Paulo           | Ponte Preta            | Nunes                               | Flamengo                                  | 16    |
| 1982                         | Flamengo (2)             | Grêmio              | Guarani de Campinas    | Zico                                | Flamengo                                  | 21    |
| 1983                         | Flamengo (3)             | Santos              | Atlético Mineiro       | Serginho Chulapa                    | Santos                                    | 22    |
| 1984                         | Fluminense (2)           | Vasco da Gama       | Grêmio                 | Roberto Dinamite                    | Vasco da Gama                             | 16    |
| 1985                         | Coritiba (1)             | Bangu               | Brasil de Pelotas      | Edmar                               | Guarani de Campinas                       | 20    |
| 1986                         | São Paulo (2)            | Guarani de Campinas | Atlético Mineiro       | Careca                              | São Paulo                                 | 25    |
| 1987                         | Sport Recife (1)         | Guarani de Campinas | Flamengo Internacional | Müller                              | São Paulo                                 | 10    |
| 1988                         | Bahia (2)                | Internacional       | Fluminense             | Nílson                              | Internacional                             | 15    |
| 1989                         | Vasco da Gama (2)        | São Paulo           | Cruzeiro               | Túlio Maravilha                     | Goiás                                     | 11    |
| 1990                         | Corinthians (1)          | São Paulo           | Grêmio                 | Charles                             | Bahia                                     | 11    |
| 1991                         | São Paulo (3)            | Bragantino          | Atlético Mineiro       | Paulinho McLaren                    | Santos                                    | 15    |
| 1992                         | Flamengo (4)             | Botafogo            | Vasco da Gama          | Bebeto                              | Vasco da Gama                             | 18    |
| 1993                         | Palmeiras (7)            | Vitória             | Corinthians            | Guga                                | Santos                                    | 15    |
| 1994                         | Palmeiras (8)            | Corinthians         | Guarani de Campinas    | Márcio Amoroso Túlio Maravilha      | Guarani de Campinas Botafogo              | 19    |
| 1995                         | Botafogo (2)             | Santos              | Cruzeiro               | Túlio Maravilha                     | Botafogo                                  | 23    |
| 1996                         | Grêmio (2)               | Portuguesa          | Atlético Mineiro       | Paulo Nunes Renaldo                 | Grêmio Atlético Mineiro                   | 16    |
| 1997                         | Vasco da Gama (3)        | Palmeiras           | Internacional          | Edmundo                             | Vasco da Gama                             | 29    |
| 1998                         | Corinthians (2)          | Cruzeiro            | Santos                 | Viola                               | Santos                                    | 21    |
| 1999                         | Corinthians (3)          | Atlético Mineiro    | Vitória                | Guilherme                           | Atlético Mineiro                          | 28    |
| 2000                         | Vasco da Gama (4)        | São Caetano         | Cruzeiro               | Dill Magno Alves Romário            | Goiás Fluminense Vasco da Gama            | 20    |
| 2001                         | Athletico Paranaense (1) | São Caetano         | Fluminense             | Romário                             | Vasco da Gama                             | 21    |
| 2002                         | Santos (7)               | Corinthians         | Grêmio                 | Luís Fabiano Rodrigo Fabri          | São Paulo Grêmio                          | 19    |
| 2003                         | Cruzeiro (2)             | São Paulo           | Internacional          | Dimba                               | Goiás                                     | 31    |
| 2004                         | Santos (8)               | Cruzeiro            | Corinthians            | Washington                          | Athletico Paranaense                      | 34    |
| 2005                         | Corinthians (4)          | Internacional       | Goiás                  | Romário                             | Vasco da Gama                             | 22    |
| 2006                         | São Paulo (4)            | Internacional       | Grêmio                 | Souza                               | Goiás                                     | 17    |
| 2007                         | São Paulo (5)            | Santos              | Flamengo               | Josiel                              | Paraná Clube                              | 20    |
| 2008                         | São Paulo (6)            | Grêmio              | Cruzeiro               | Keirrison Kléber Pereira Washington | Coritiba Santos Fluminense                | 21    |
| 2009                         | Flamengo (5)             | Internacional       | São Paulo              | Adriano Diego Tardelli              | Flamengo Atlético Mineiro                 | 19    |
| 2010                         | Fluminense (3)           | Cruzeiro            | Corinthians            | Jonas                               | Grêmio                                    | 23    |
| 2011                         | Corinthians (5)          | Vasco da Gama       | Fluminense             | Humberlito Borges                   | Santos                                    | 23    |
| 2012                         | Fluminense (4)           | Atlético Mineiro    | Grêmio                 | Fred                                | Fluminense                                | 20    |
| 2013                         | Cruzeiro (3)             | Grêmio              | Athletico Paranaense   | Éderson                             | Athletico Paranaense                      | 21    |
| 2014                         | Cruzeiro (4)             | São Paulo           | Internacional          | Fred                                | Fluminense                                | 18    |
| 2015                         | Corinthians (6)          | Atlético Mineiro    | Grêmio                 | Ricardo Oliveira                    | Santos                                    | 23    |
| 2016                         | Palmeiras (9)            | Santos              | Flamengo               | Fred Diego Souza William Pottker    | Atlético Mineiro Sport Recife Ponte Preta | 14    |
| 2017                         | Corinthians (7)          | Palmeiras           | Santos                 | Jô Henrique Dourado                 | Corinthians Fluminense                    | 18    |
| 2018                         | Palmeiras (10)           | Flamengo            | Internacional          | Gabriel Barbosa                     | Santos                                    | 18    |
| 2019                         | Flamengo (6)             | Santos              | Palmeiras              | Gabriel Barbosa                     | Flamengo                                  | 25    |
| 2020                         | Flamengo (7)             | Internacional       | Atlético Mineiro       | Luciano Claudinho                   | São Paulo Red Bull Bragantino             | 18    |
| 2021                         | Atlético Mineiro (3)     | Flamengo            | Palmeiras              | Hulk                                | Atlético Mineiro                          | 19    |
| 2022                         | Palmeiras (11)           | Internacional       | Fluminense             | Germán Cano                         | Fluminense                                | 26    |
| 2023                         | Palmeiras (12)           | Grêmio              | Atlético Mineiro       | Paulinho                            | Atlético Mineiro                          | 20    |
| 2024                         | Botafogo (3)             | Palmeiras           | Flamengo               | Alerrandro Yuri Alberto             | Vitória Corinthians                       | 15    |

## Títulos por club
| Club                 | Títulos | Años campeón                                                           | Subtítulos | Años subcampeón                                |
| -------------------- | ------- | ---------------------------------------------------------------------- | ---------- | ---------------------------------------------- |
| Palmeiras            | 12      | 1960, 1967, 1967, 1969, 1972, 1973, 1993, 1994, 2016, 2018, 2022, 2023 | 5          | 1970, 1978, 1997, 2017, 2024                   |
| Santos               | 8       | 1961, 1962, 1963, 1964, 1965, 1968, 2002, 2004                         | 8          | 1959, 1966, 1983, 1995, 2003, 2007, 2016, 2019 |
| Flamengo             | 7       | 1980, 1982, 1983, 1992, 2009, 2019, 2020                               | 3          | 1964, 2018, 2021                               |
| Corinthians          | 7       | 1990, 1998, 1999, 2005, 2011, 2015, 2017                               | 3          | 1976, 1994, 2002                               |
| São Paulo            | 6       | 1977, 1986, 1991, 2006, 2007, 2008                                     | 6          | 1971, 1973, 1981, 1989, 1990, 2014             |
| Cruzeiro             | 4       | 1966, 2003, 2013, 2014                                                 | 5          | 1969, 1974, 1975, 1998, 2010                   |
| Vasco da Gama        | 4       | 1974, 1989, 1997, 2000                                                 | 4          | 1965, 1979, 1984, 2011                         |
| Fluminense           | 4       | 1970, 1984, 2010, 2012                                                 | 1          | 1937                                           |
| Internacional        | 3       | 1975, 1976, 1979                                                       | 8          | 1967, 1968, 1988, 2005, 2006, 2009, 2020, 2022 |
| Atlético Mineiro     | 3       | 1937, 1971, 2021                                                       | 5          | 1977, 1980, 1999, 2012, 2015                   |
| Botafogo             | 3       | 1968, 1995, 2024                                                       | 3          | 1962, 1972, 1992                               |
| Grêmio               | 2       | 1981, 1996                                                             | 4          | 1982, 2008, 2013, 2023                         |
| Bahia                | 2       | 1959, 1988                                                             | 2          | 1961, 1963                                     |
| Guarani              | 1       | 1978                                                                   | 2          | 1986, 1987                                     |
| Athletico Paranaense | 1       | 2001                                                                   | 1          | 2004                                           |
| Coritiba             | 1       | 1985                                                                   | -          | -----                                          |
| Sport Recife         | 1       | 1987                                                                   | -          | -----                                          |
| Fortaleza            | -       | -----                                                                  | 2          | 1960, 1968                                     |
| São Caetano          | -       | -----                                                                  | 2          | 2000, 2001                                     |
| Náutico Capibaribe   | -       | -----                                                                  | 1          | 1967                                           |
| Bangu                | -       | -----                                                                  | 1          | 1985                                           |
| Red Bull Bragantino  | -       | -----                                                                  | 1          | 1991                                           |
| Vitória              | -       | -----                                                                  | 1          | 1993                                           |
| Portuguesa           | -       | -----                                                                  | 1          | 1996                                           |

### Títulos por estado
| Estado             | Títulos | Clubes                                                                   |
| ------------------ | ------- | ------------------------------------------------------------------------ |
| São Paulo          | 34      | Palmeiras (12), Santos (8), Corinthians (7), São Paulo (6), Guarani (1). |
| Río de Janeiro     | 18      | Flamengo (7), Vasco (4), Fluminense (4), Botafogo (3)                    |
| Minas Gerais       | 7       | Cruzeiro (4), Atlético Mineiro (3).                                      |
| Río Grande del Sur | 5       | Internacional (3), Grêmio (2).                                           |
| Bahía              | 2       | Bahia (2).                                                               |
| Paraná             | 2       | Athlético Paranaense (1), Coritiba (1).                                  |
| Pernambuco         | 1       | Sport Recife (1)                                                         |

## Clasificación histórica
En la siguiente tabla están consideradas las 67 temporadas del Campeonato Brasileño de Fútbol desde 1959 a 2024 (Taça Brasil de 1959 a 1968, Torneo Roberto Gomes Pedrosa de 1967 a 1970 y la Serie A del Campeonato Brasileño desde 1971 hasta 2024). Un total de 158 clubes han disputado al menos un campeonato de la máxima categoría.
- En color los equipos que disputan el Campeonato Brasileño 2025.

| N.º | Club                      | Temp. | PJ   | PG  | PE  | PP  | GF   | GC   | Puntos | P.A. |
| --- | ------------------------- | ----- | ---- | --- | --- | --- | ---- | ---- | ------ | ---- |
| 1.  | São Paulo                 | 57    | 1652 | 720 | 471 | 461 | 2376 | 1710 | 2631   |      |
| 2.  | Palmeiras                 | 61    | 1580 | 729 | 432 | 419 | 2283 | 1632 | 2619   |      |
| 3.  | Internacional             | 58    | 1633 | 713 | 459 | 461 | 2208 | 1679 | 2598   | +2   |
| 4.  | Flamengo                  | 59    | 1660 | 708 | 461 | 491 | 2259 | 1838 | 2585   | -4   |
| 5.  | Atlético Mineiro          | 58    | 1648 | 703 | 457 | 488 | 2308 | 1883 | 2566   |      |
| 6.  | Corinthians               | 56    | 1634 | 692 | 483 | 459 | 2098 | 1683 | 2559   | +2   |
| 7.  | Grêmio                    | 64    | 1627 | 691 | 442 | 494 | 2133 | 1695 | 2515   |      |
| 8.  | Santos                    | 63    | 1638 | 682 | 461 | 495 | 2337 | 1811 | 2507   |      |
| 9.  | Cruzeiro                  | 61    | 1562 | 663 | 429 | 471 | 2218 | 1763 | 2418   |      |
| 10. | Fluminense                | 58    | 1597 | 621 | 435 | 541 | 2069 | 1861 | 2298   | +2   |
| 11. | Vasco da Gama             | 55    | 1485 | 557 | 444 | 484 | 2010 | 1819 | 2115   |      |
| 12. | Botafogo                  | 59    | 1500 | 554 | 428 | 518 | 1901 | 1815 | 2090   |      |
| 13. | Athletico Paranaense      | 48    | 1345 | 504 | 358 | 483 | 1660 | 1588 | 1870   |      |
| 14. | Bahia                     | 51    | 1205 | 401 | 377 | 437 | 1319 | 1414 | 1580   |      |
| 15. | Goiás                     | 43    | 1166 | 401 | 326 | 439 | 1476 | 1521 | 1529   |      |
| 16. | Coritiba                  | 42    | 1153 | 398 | 307 | 448 | 1339 | 1420 | 1501   | -8   |
| 17. | Sport Recife              | 42    | 1143 | 355 | 285 | 405 | 1166 | 1245 | 1350   |      |
| 18. | Vitória-BA                | 40    | 1024 | 337 | 325 | 362 | 1243 | 1438 | 1336   |      |
| 19. | Guarani de Campinas       | 29    | 725  | 279 | 218 | 228 | 918  | 812  | 1055   |      |
| 20. | Portuguesa-SP             | 35    | 795  | 264 | 252 | 279 | 961  | 965  | 1044   | -4   |
| 21. | Ponte Preta               | 24    | 690  | 250 | 181 | 259 | 870  | 921  | 930    | -1   |
| 22. | Náutico                   | 34    | 666  | 213 | 154 | 299 | 777  | 930  | 793    |      |
| 23. | Fortaleza                 | 26    | 580  | 190 | 163 | 227 | 609  | 681  | 733    |      |
| 24. | Juventude                 | 19    | 565  | 173 | 165 | 227 | 605  | 759  | 684    | +3   |
| 25. | Figueirense               | 17    | 557  | 171 | 165 | 221 | 640  | 779  | 678    |      |
| 26. | Santa Cruz                | 24    | 519  | 152 | 166 | 201 | 615  | 741  | 622    |      |
| 27. | Ceará                     | 26    | 512  | 149 | 169 | 194 | 486  | 579  | 616    |      |
| 28. | Paraná                    | 16    | 460  | 153 | 109 | 198 | 571  | 653  | 568    |      |
| 29. | Bragantino                | 13    | 397  | 132 | 125 | 140 | 420  | 440  | 521    |      |
| 30. | América Mineiro           | 18    | 491  | 124 | 148 | 217 | 450  | 627  | 520    |      |
| 31. | América-RJ                | 19    | 384  | 125 | 122 | 137 | 431  | 439  | 497    |      |
| 32. | Paysandu                  | 27    | 461  | 120 | 117 | 212 | 542  | 738  | 469    | -8   |
| 33. | Criciúma                  | 14    | 379  | 110 | 99  | 170 | 421  | 543  | 429    |      |
| 34. | Atlético Goianiense       | 14    | 368  | 97  | 107 | 164 | 358  | 463  | 398    |      |
| 35. | São Caetano               | 7     | 238  | 103 | 55  | 80  | 323  | 276  | 343    | -21  |
| 36. | Remo                      | 16    | 259  | 82  | 70  | 107 | 292  | 327  | 316    |      |
| 37. | Chapecoense               | 9     | 276  | 70  | 87  | 119 | 234  | 295  | 297    |      |
| 38. | Avaí                      | 10    | 281  | 74  | 74  | 133 | 297  | 426  | 296    |      |
| 39. | Operário-MS               | 10    | 176  | 76  | 47  | 53  | 207  | 183  | 275    |      |
| 40. | Bangu                     | 11    | 190  | 70  | 60  | 60  | 219  | 199  | 270    |      |
| 41. | Joinville                 | 12    | 212  | 61  | 66  | 85  | 207  | 250  | 249    |      |
| 42. | América de Natal          | 15    | 259  | 58  | 71  | 130 | 251  | 420  | 245    |      |
| 43. | CSA                       | 17    | 218  | 60  | 59  | 99  | 222  | 297  | 239    |      |
| 44. | Nacional-AM               | 16    | 240  | 52  | 75  | 113 | 205  | 337  | 231    |      |
| 45. | Desportiva Ferroviária-ES | 15    | 209  | 57  | 55  | 97  | 174  | 292  | 226    |      |
| 46. | Cuiabá                    | 4     | 152  | 40  | 49  | 63  | 134  | 167  | 169    |      |
| 47. | Botafogo (Ribeirao Preto) | 6     | 119  | 44  | 28  | 47  | 153  | 157  | 160    |      |
| 48. | CRB                       | 11    | 153  | 35  | 44  | 74  | 142  | 230  | 149    |      |
| 49. | Botafogo (João Pessoa)    | 7     | 113  | 38  | 28  | 47  | 130  | 166  | 142    |      |
| 50. | ABC                       | 14    | 142  | 32  | 41  | 69  | 154  | 206  | 137    |      |

| Continuación (puestos 51 a 158) | Continuación (puestos 51 a 158)     | Continuación (puestos 51 a 158) | Continuación (puestos 51 a 158) | Continuación (puestos 51 a 158) | Continuación (puestos 51 a 158) | Continuación (puestos 51 a 158) | Continuación (puestos 51 a 158) | Continuación (puestos 51 a 158) | Continuación (puestos 51 a 158) | Continuación (puestos 51 a 158) |
| N.º                             | Club                                | Temp.                           | P.J.                            | P.G.                            | P.E.                            | P.P.                            | G.F.                            | G.C.                            | Puntos                          | PA                              |
| ------------------------------- | ----------------------------------- | ------------------------------- | ------------------------------- | ------------------------------- | ------------------------------- | ------------------------------- | ------------------------------- | ------------------------------- | ------------------------------- | ------------------------------- |
| 51.                             | Londrina                            | 7                               | 101                             | 38                              | 22                              | 41                              | 125                             | 131                             | 136                             |                                 |
| 52.                             | Comercial (Campo Grande)            | 6                               | 113                             | 33                              | 37                              | 43                              | 116                             | 145                             | 136                             |                                 |
| 53.                             | Rio Branco (Cariacica)              | 12                              | 122                             | 34                              | 33                              | 55                              | 114                             | 157                             | 135                             |                                 |
| 54.                             | Gama (Brasilia)                     | 6                               | 122                             | 34                              | 29                              | 59                              | 143                             | 186                             | 131                             |                                 |
| 55.                             | Mixto (Cuiabá)                      | 8                               | 115                             | 34                              | 28                              | 53                              | 126                             | 177                             | 130                             |                                 |
| 56.                             | Vila Nova (Goiania)                 | 9                               | 109                             | 32                              | 29                              | 48                              | 108                             | 150                             | 125                             |                                 |
| 57.                             | Internacional (Limeira)             | 7                               | 105                             | 29                              | 36                              | 40                              | 96                              | 114                             | 123                             |                                 |
| 58.                             | Colorado-PR                         | 5                               | 84                              | 33                              | 19                              | 32                              | 93                              | 94                              | 118                             |                                 |
| 59.                             | Tiradentes-PI                       | 5                               | 99                              | 29                              | 28                              | 42                              | 80                              | 130                             | 115                             |                                 |
| 60.                             | Treze (Campina Grande)              | 9                               | 111                             | 29                              | 26                              | 56                              | 100                             | 178                             | 113                             |                                 |
| 61.                             | Sergipe (Aracaju)                   | 12                              | 165                             | 25                              | 37                              | 103                             | 115                             | 287                             | 112                             |                                 |
| 62.                             | Campinense (Campina Grande)         | 11                              | 95                              | 28                              | 22                              | 45                              | 108                             | 146                             | 106                             |                                 |
| 63.                             | Sampaio Corrêa (São Luís)           | 12                              | 124                             | 22                              | 38                              | 64                              | 107                             | 210                             | 104                             |                                 |
| 64.                             | SER Caxias                          | 4                               | 74                              | 25                              | 27                              | 22                              | 90                              | 73                              | 102                             |                                 |
| 65.                             | Americano-RJ                        | 8                               | 90                              | 25                              | 26                              | 39                              | 77                              | 125                             | 101                             |                                 |
| 66.                             | Brasil de Pelotas                   | 4                               | 78                              | 24                              | 25                              | 29                              | 87                              | 99                              | 97                              |                                 |
| 67.                             | Río Negro-AM                        | 7                               | 98                              | 21                              | 32                              | 45                              | 69                              | 130                             | 95                              |                                 |
| 68.                             | Moto Club (São Luís)                | 11                              | 115                             | 20                              | 35                              | 60                              | 85                              | 187                             | 95                              |                                 |
| 69.                             | Grêmio Maringá                      | 6                               | 71                              | 24                              | 18                              | 29                              | 87                              | 92                              | 90                              |                                 |
| 70.                             | Confiança (Aracaju)                 | 8                               | 78                              | 26                              | 10                              | 42                              | 81                              | 123                             | 88                              |                                 |
| 71.                             | Uberaba                             | 6                               | 71                              | 21                              | 23                              | 27                              | 71                              | 78                              | 86                              |                                 |
| 72.                             | Brasília                            | 7                               | 88                              | 23                              | 17                              | 48                              | 73                              | 148                             | 86                              |                                 |
| 73.                             | Grêmio Barueri                      | 2                               | 76                              | 19                              | 23                              | 34                              | 98                              | 116                             | 80                              |                                 |
| 74.                             | Uberlândia                          | 4                               | 65                              | 20                              | 16                              | 29                              | 69                              | 84                              | 76                              |                                 |
| 75.                             | União São João                      | 4                               | 86                              | 17                              | 23                              | 46                              | 83                              | 137                             | 74                              |                                 |
| 76.                             | Santo André                         | 2                               | 58                              | 19                              | 15                              | 24                              | 71                              | 80                              | 72                              |                                 |
| 77.                             | Anapolina                           | 4                               | 56                              | 19                              | 15                              | 22                              | 59                              | 72                              | 72                              |                                 |
| 78.                             | Goytacaz                            | 6                               | 61                              | 18                              | 15                              | 28                              | 57                              | 80                              | 69                              |                                 |
| 79.                             | Villa Nova                          | 3                               | 58                              | 20                              | 9                               | 29                              | 52                              | 77                              | 69                              |                                 |
| 80.                             | Flamengo (Teresina)                 | 7                               | 81                              | 14                              | 25                              | 42                              | 53                              | 111                             | 67                              |                                 |
| 81.                             | CEUB (Brasília)                     | 3                               | 63                              | 15                              | 18                              | 30                              | 51                              | 76                              | 63                              |                                 |
| 82.                             | Ríver (Teresina)                    | 8                               | 67                              | 14                              | 13                              | 40                              | 70                              | 131                             | 55                              |                                 |
| 83.                             | Volta Redonda                       | 3                               | 50                              | 12                              | 17                              | 21                              | 42                              | 64                              | 53                              |                                 |
| 84.                             | Olaria                              | 2                               | 47                              | 12                              | 16                              | 19                              | 44                              | 51                              | 52                              |                                 |
| 85.                             | Dom Bosco (Cuiabá)                  | 3                               | 52                              | 13                              | 12                              | 27                              | 59                              | 92                              | 51                              |                                 |
| 86.                             | Ferroviário (Fortaleza)             | 6                               | 65                              | 11                              | 17                              | 37                              | 51                              | 116                             | 50                              |                                 |
| 87.                             | XV de Piracicaba                    | 3                               | 44                              | 12                              | 13                              | 19                              | 44                              | 49                              | 49                              |                                 |
| 88.                             | Goiânia                             | 4                               | 50                              | 12                              | 12                              | 26                              | 52                              | 89                              | 48                              |                                 |
| 89.                             | Operário (Várzea Grande)            | 4                               | 44                              | 12                              | 11                              | 21                              | 44                              | 77                              | 47                              |                                 |
| 90.                             | Itabaiana                           | 5                               | 61                              | 14                              | 5                               | 42                              | 41                              | 111                             | 47                              |                                 |
| 91.                             | São José (São José dos Campos)      | 2                               | 35                              | 10                              | 15                              | 10                              | 27                              | 31                              | 45                              |                                 |
| 92.                             | Leônico                             | 2                               | 38                              | 13                              | 6                               | 19                              | 42                              | 50                              | 45                              |                                 |
| 93.                             | Campo Grande-RJ                     | 2                               | 31                              | 11                              | 9                               | 11                              | 32                              | 33                              | 42                              |                                 |
| 94.                             | Brasiliense                         | 1                               | 42                              | 10                              | 11                              | 21                              | 47                              | 67                              | 41                              |                                 |
| 95.                             | Nacional Fast Clube                 | 3                               | 43                              | 11                              | 7                               | 25                              | 43                              | 86                              | 40                              |                                 |
| 96.                             | Pinheiros                           | 2                               | 31                              | 8                               | 15                              | 8                               | 30                              | 28                              | 39                              |                                 |
| 97.                             | Maranhão (São Luís)                 | 3                               | 30                              | 10                              | 8                               | 12                              | 32                              | 45                              | 38                              |                                 |
| 98.                             | Ipatinga                            | 1                               | 38                              | 9                               | 8                               | 21                              | 37                              | 67                              | 35                              |                                 |
| 99.                             | Tuna Luso Brasileira                | 4                               | 33                              | 9                               | 7                               | 17                              | 34                              | 58                              | 34                              |                                 |
| 100.                            | Ferroviária (Araraquara)            | 1                               | 20                              | 9                               | 6                               | 5                               | 27                              | 22                              | 33                              |                                 |
| 101.                            | Comercial (Ribeirão Preto)          | 2                               | 29                              | 8                               | 9                               | 12                              | 25                              | 34                              | 33                              |                                 |
| 102.                            | Metropol (Criciúma)                 | 5                               | 25                              | 8                               | 8                               | 9                               | 33                              | 40                              | 32                              |                                 |
| 103.                            | Noroeste (Bauru)                    | 1                               | 23                              | 9                               | 5                               | 9                               | 21                              | 31                              | 32                              |                                 |
| 104.                            | Central (Caruaru)                   | 2                               | 32                              | 7                               | 11                              | 14                              | 30                              | 48                              | 32                              |                                 |
| 105.                            | Fluminense de Feira                 | 4                               | 39                              | 7                               | 11                              | 21                              | 23                              | 50                              | 32                              |                                 |
| 106.                            | São Paulo (Rio Grande)              | 3                               | 31                              | 7                               | 10                              | 14                              | 24                              | 46                              | 31                              |                                 |
| 107.                            | América-SP                          | 2                               | 25                              | 8                               | 3                               | 14                              | 27                              | 35                              | 27                              |                                 |
| 108.                            | Piauí (Teresina)                    | 4                               | 29                              | 6                               | 9                               | 14                              | 25                              | 48                              | 27                              |                                 |
| 109.                            | XV de Jaú                           | 2                               | 21                              | 6                               | 8                               | 7                               | 25                              | 30                              | 26                              |                                 |
| 110.                            | Caldense-MG                         | 1                               | 16                              | 7                               | 3                               | 6                               | 15                              | 15                              | 24                              |                                 |
| 111.                            | Itabuna-BA                          | 2                               | 25                              | 6                               | 6                               | 13                              | 23                              | 38                              | 24                              |                                 |
| 112.                            | ASA Arapiraca                       | 1                               | 16                              | 6                               | 3                               | 7                               | 18                              | 28                              | 21                              |                                 |
| 113.                            | Sobradinho (Brasilia)               | 1                               | 26                              | 5                               | 6                               | 15                              | 21                              | 46                              | 21                              |                                 |
| 114.                            | Galícia (BA)                        | 2                               | 23                              | 5                               | 4                               | 14                              | 17                              | 36                              | 19                              |                                 |
| 115.                            | Vitória-ES                          | 1                               | 15                              | 5                               | 3                               | 7                               | 13                              | 30                              | 18                              |                                 |
| 116.                            | Internacional-Santa María           | 1                               | 14                              | 4                               | 5                               | 5                               | 16                              | 24                              | 17                              |                                 |
| 117.                            | Corumbaense-MS                      | 1                               | 22                              | 4                               | 5                               | 13                              | 16                              | 37                              | 17                              |                                 |
| 118.                            | Ferroviário (Paraná)                | 1                               | 22                              | 3                               | 7                               | 12                              | 20                              | 38                              | 16                              |                                 |
| 119.                            | São Bento-SP                        | 1                               | 10                              | 4                               | 2                               | 4                               | 13                              | 22                              | 14                              |                                 |
| 120.                            | Itumbiara-GO                        | 1                               | 9                               | 4                               | 1                               | 4                               | 11                              | 11                              | 13                              |                                 |
| 121.                            | Rabello (Brasilia)                  | 3                               | 13                              | 3                               | 2                               | 8                               | 12                              | 22                              | 11                              |                                 |
| 122.                            | América (Fortaleza)                 | 1                               | 6                               | 3                               | 1                               | 2                               | 5                               | 3                               | 10                              |                                 |
| 123.                            | América (Propriá)                   | 1                               | 6                               | 3                               | 1                               | 2                               | 8                               | 10                              | 10                              |                                 |
| 124.                            | Francana-SP                         | 1                               | 7                               | 3                               | 1                               | 3                               | 7                               | 9                               | 10                              |                                 |
| 125.                            | Novo Hamburgo-RS                    | 1                               | 9                               | 2                               | 4                               | 3                               | 4                               | 7                               | 10                              |                                 |
| 126.                            | Anápolis-GO                         | 1                               | 6                               | 3                               | 0                               | 3                               | 10                              | 8                               | 9                               |                                 |
| 127.                            | Potiguar Mossoró (RN)               | 1                               | 9                               | 2                               | 3                               | 4                               | 5                               | 10                              | 9                               |                                 |
| 128.                            | Auto Esporte (Teresina)             | 1                               | 9                               | 3                               | 0                               | 6                               | 10                              | 19                              | 9                               |                                 |
| 129.                            | Siderúrgica (Sabará)                | 1                               | 4                               | 2                               | 1                               | 1                               | 9                               | 6                               | 7                               |                                 |
| 130.                            | Operário Ferroviário (Ponta Grossa) | 1                               | 9                               | 2                               | 1                               | 6                               | 3                               | 14                              | 7                               |                                 |
| 131.                            | Alecrim (Natal)                     | 3                               | 14                              | 1                               | 4                               | 9                               | 11                              | 27                              | 7                               |                                 |
| 132.                            | Juventus-SP                         | 1                               | 9                               | 1                               | 3                               | 5                               | 7                               | 13                              | 6                               |                                 |
| 133.                            | Colatina-ES                         | 1                               | 9                               | 1                               | 3                               | 5                               | 2                               | 9                               | 6                               |                                 |
| 134.                            | Rio Branco (Campos dos Goytacazes)  | 1                               | 4                               | 1                               | 2                               | 1                               | 4                               | 4                               | 5                               |                                 |
| 135.                            | Fonseca (Niterói)                   | 3                               | 7                               | 1                               | 2                               | 4                               | 4                               | 21                              | 5                               |                                 |
| 136.                            | Santa Cruz (Estância)               | 2                               | 5                               | 1                               | 1                               | 3                               | 4                               | 9                               | 4                               |                                 |
| 137.                            | Olímpico (Manaus)                   | 1                               | 4                               | 1                               | 1                               | 2                               | 3                               | 9                               | 4                               |                                 |
| 138.                            | Eletrovapo (Niterói)                | 1                               | 3                               | 0                               | 3                               | 0                               | 4                               | 4                               | 3                               |                                 |
| 139.                            | Ferroviario (São Luis)              | 1                               | 3                               | 1                               | 0                               | 2                               | 4                               | 5                               | 3                               |                                 |
| 140.                            | Capelense (Capela)                  | 2                               | 5                               | 1                               | 0                               | 4                               | 5                               | 11                              | 3                               |                                 |
| 141.                            | Estrela do Mar (Joâo Pessoa)        | 1                               | 3                               | 1                               | 0                               | 2                               | 4                               | 11                              | 3                               |                                 |
| 142.                            | Taguatinga-DF                       | 1                               | 8                               | 1                               | 0                               | 7                               | 7                               | 21                              | 3                               |                                 |
| 143.                            | Água Verde (Curitiba)               | 1                               | 4                               | 0                               | 2                               | 2                               | 1                               | 7                               | 2                               |                                 |
| 144.                            | Catuense (Alagoinhas)               | 1                               | 8                               | 0                               | 2                               | 6                               | 4                               | 16                              | 2                               |                                 |
| 145.                            | Guará-DF                            | 1                               | 8                               | 0                               | 2                               | 6                               | 2                               | 14                              | 2                               |                                 |
| 146.                            | Comercial (Cornélio Procópio)       | 1                               | 2                               | 0                               | 1                               | 1                               | 2                               | 3                               | 1                               |                                 |
| 147.                            | Cruzeiro do Sul (Brasilia)          | 1                               | 2                               | 0                               | 1                               | 1                               | 1                               | 3                               | 1                               |                                 |
| 148.                            | Internacional (Lages)               | 1                               | 2                               | 0                               | 1                               | 1                               | 1                               | 3                               | 1                               |                                 |
| 149.                            | Clube Malutrom                      | 1                               | 2                               | 0                               | 1                               | 1                               | 1                               | 4                               | 1                               |                                 |
| 150.                            | Santo Antônio (Vitória)             | 1                               | 4                               | 0                               | 1                               | 3                               | 4                               | 8                               | 1                               |                                 |
| 151.                            | Paula Ramos (Florianópolis)         | 1                               | 2                               | 0                               | 1                               | 1                               | 1                               | 6                               | 1                               |                                 |
| 152.                            | Perdigão (Videira)                  | 1                               | 4                               | 0                               | 1                               | 3                               | 6                               | 16                              | 1                               |                                 |
| 153.                            | Hercílio Luz (Tubarão)              | 1                               | 2                               | 0                               | 0                               | 2                               | 0                               | 3                               | 0                               |                                 |
| 154.                            | Guanabara (Brasilia)                | 1                               | 2                               | 0                               | 0                               | 2                               | 2                               | 6                               | 0                               |                                 |
| 155.                            | Olímpico (Blumenau)                 | 1                               | 2                               | 0                               | 0                               | 2                               | 1                               | 5                               | 0                               |                                 |
| 156.                            | Manufatora (Niteròi)**              | 1                               | 2                               | 0                               | 0                               | 2                               | 0                               | 4                               | 0                               |                                 |
| 157.                            | Defelê (Brasilia)                   | 1                               | 2                               | 0                               | 0                               | 2                               | 0                               | 5                               | 0                               |                                 |
| 158.                            | Auto Esporte (João Pessoa)          | 1                               | 2                               | 0                               | 0                               | 2                               | 2                               | 8                               | 0                               |                                 |

## Ascensos y descensos a la Serie B
| Año  | Descenso a la Serie B | Ascenso a la Serie A en la misma temporada                    | Ascenso a la Serie A en la siguiente temporada |
| ---- | --- | ------------------------------------------------------------- | --- |
| 1980 | No hubo descenso | Sport Recife (PE), América (SP), Americano (RJ), Bangu (RJ)   | Londrina (PR), CSA (AL) |
| 1981 | No hubo descenso | Palmeiras (SP), Uberaba (MG), Bahía (BA), Náutico (PE)        | Guaraní (SP), Anapolina (GO) |
| 1982 | América (RN), CSA (AL), Desportiva (ES), Ferroviário (CE), Itabaiana (SE), Joinville (SC), Mixto (MT), Nacional (AM), Goiás (GO), River (PI), Taguatinga (DF), Vitória (BA)     | Corinthians (SP), América (RJ), São Paulo (RS), Atlético (PR) | Campo Grande (RJ) Palmeiras(SP) |
| 1983 | Brasília (DF), CSA (AL), Ferroviário (CE), Fortaleza (CE), Galícia (BA), Joinville (SC), Juventus (SP), Mixto (MT), Moto Clube (MA), Paysandu (PA), Rio Branco (ES), Treze (PB) | Uberaba (MG), Guaraní (SP), Botafogo (SP), Americano (RJ)     | |
| 1984 | No hubo descenso | Uberlândia (MG)                                               | Uberlândia (MG), Remo (PA) |
| 1985 | No hubo descenso |                                                               | Tuna Luso (PA) |
| 1986 | No hubo descenso | Treze (PB), Central (PE), Inter Limeira (SP), Criciúma (SC)   | No hubo Ascenso |
| 1988 | Bangu (RJ), Santa Cruz (PE), Criciúma (SC), América (RJ) |                                                               | Inter de Limeira (SP), Náutico (PE) |
| 1989 | Atlético (PR), Coritiba (PR)¹, Guaraní (SP), Sport (PE) |                                                               | Bragantino (SP), São José (SP) |
| 1990 | Inter de Limeira (SP), São José (SP) |                                                               | Atlético (PR), Sport (PE) |
| 1991 | Grêmio POA (RS), Vitória (BA) |                                                               | Paysandu (PA), Guaraní (SP) |
| 1992 | Náutico (PE), Paysandu (PA) |                                                               | América (MG), Ceará (CE), Coritiba (PR), Criciúma (SC), Desportiva (ES), Fortaleza (CE), Grêmio POA (RS), Paraná (PR), Remo (PA), Santa Cruz (PE), Vitória (BA), União São João (SP) |
| 1993 | América (MG), Atlético (PR), Ceará (CE), Coritiba (PR), Desportiva (ES), Fortaleza (CE), Goiás (GO), Santa Cruz (PE)                                                            |                                                               | No hubo Ascenso |
| 1994 | Remo (PA), Náutico (PE) |                                                               | Juventude (RS), Goiás (GO) |
| 1995 | Paysandu (PA), União São João (SP) |                                                               | Atlético (PR), Coritiba (PR) |
| 1996 | Fluminense (RJ), Bragantino (SP) |                                                               | União São João (SP), América (RN) |
| 1997 | Bahía (BA), Criciúma (SC), Fluminense (RJ), União São João (SP) |                                                               | América (MG), Ponte Preta (SP) |
| 1998 | América (MG), Goiás (GO), Bragantino (SP), América (RN) |                                                               | Gama (DF), Botafogo (SP) |
| 1999 | Gama (DF), Paraná (PR), Botafogo (SP), Juventude (RS) |                                                               | Goiás (GO), Santa Cruz (PE), América (MG), Bahía (BA), Fluminense (RJ) |
| 2000 | No hubo descenso. | Paraná (PR), São Caetano (SP), Remo (PA), Malutrom (PR)       | Paraná (PR), São Caetano (SP), Botafogo (SP) |
| 2001 | Santa Cruz (PE), América (MG), Botafogo (SP), Sport (PE) |                                                               | Paysandu (PA), Figueirense (SC) |
| 2002 | Portuguesa (SP), Palmeiras (SP), Gama (DF), Botafogo (RJ) |                                                               | Criciúma (SC), Fortaleza (CE) |

### Ascensos y descensos (Sistema de Liga)
- Desde la temporada 2003, el campeonato se disputa en sistema de liga todos contra todos con ascensos y descensos para cuatro equipos.

| Año  | Descensos a Serie-B                                             | Ascensos a Serie-A                                                |
| ---- | --------------------------------------------------------------- | ----------------------------------------------------------------- |
| 2003 | Fortaleza, Bahia                                                | Palmeiras, Botafogo                                               |
| 2004 | Criciúma, Vitória, Guarani Campinas, Grêmio                     | Brasiliense, Fortaleza                                            |
| 2005 | Coritiba, Atlético Mineiro, Paysandu, Brasiliense               | Grêmio, Santa Cruz Recife                                         |
| 2006 | Fortaleza, Santa Cruz Recife, São Caetano, Ponte Preta          | Atlético Mineiro, Sport Recife, Náutico Recife, América de Natal  |
| 2007 | América de Natal, Juventude, Paraná Clube, Corinthians          | Coritiba, Ipatinga, Portuguesa-SP, Vitória                        |
| 2008 | Portuguesa-SP, Ipatinga, Vasco da Gama, Figueirense             | Corinthians, Santo André, Avaí, Grêmio Barueri                    |
| 2009 | Sport Recife, Náutico Recife, Santo André, Coritiba             | Vasco da Gama, Guarani Campinas, Ceará, Atlético Goianiense       |
| 2010 | Grêmio Prudente, Goiás, Guarani Campinas, Vitória               | Coritiba, Figueirense, Bahia, América Mineiro                     |
| 2011 | Atlético Paranaense, Ceará, América Mineiro, Avaí               | Portuguesa-SP, Náutico Recife, Ponte Preta, Sport Recife          |
| 2012 | Sport Recife, Palmeiras, Atlético Goianiense, Figueirense       | Goiás, Criciúma, Athlético Paranaense, Vitória                    |
| 2013 | Portuguesa-SP, Vasco da Gama, Ponte Preta, Náutico Recife       | Palmeiras, Chapecoense, Sport Recife, Figueirense                 |
| 2014 | Vitória, Bahia, Botafogo, Criciúma                              | Joinville, Ponte Preta, Vasco da Gama, Avaí                       |
| 2015 | Avaí, Vasco da Gama, Goiás, Joinville                           | Botafogo, Santa Cruz Recife, Vitória, América Mineiro.            |
| 2016 | Internacional, Figueirense, Santa Cruz Recife, América Mineiro. | Atlético Goianiense, Avaí, Vasco da Gama, Bahia.                  |
| 2017 | Coritiba, Avaí, Ponte Preta, Atlético Goianiense.               | América Mineiro, Internacional, Ceará, Paraná Clube.              |
| 2018 | Sport Recife, América Mineiro, Vitória, Paraná Clube.           | Fortaleza, CSA, Avaí, Goiás.                                      |
| 2019 | Cruzeiro, CSA, Chapecoense, Avaí.                               | Red Bull Bragantino, Sport Recife, Coritiba, Atlético Goianiense. |
| 2020 | Vasco da Gama, Goiás, Coritiba, Botafogo                        | Chapecoense, América Mineiro, Juventude, Cuiabá                   |
| 2021 | Grêmio, Bahia, Sport Recife, Chapecoense                        | Botafogo, Goiás, Coritiba, Avaí                                   |
| 2022 | Ceará, Atlético Goianiense, Avaí, Juventude                     | Cruzeiro, Grêmio, Bahia, Vasco da Gama                            |
| 2023 | Santos, Goiás, Coritiba, América Mineiro                        | Vitória, Juventude, Criciúma, Atlético Goianiense                 |
| 2024 | Athletico Paranaense, Criciúma, Atlético Goianiense, Cuiabá     | Santos, Mirassol, Sport, Ceará                                    |

## Los clásicos
Se denomina clásico al enfrentamiento de dos equipos cuya rivalidad lleva un largo tiempo, principalmente por encontrarse en barrios, localidades o zonas geográficas cercanas o compartidas. A continuación se realiza un listado de los principales clásicos de fútbol disputados en Brasil, ordenados por estados.

### Estatales
- Derby Paulista: Corinthians vs Palmeiras
- Derby Gaucho (Grenal): Grêmio vs Internacional
- Derby Carioca (Clássico dos Milhões): Flamengo vs Vasco da Gama
- Fla-Flu (Clássico das Multitudes): Flamengo vs Fluminense
- Derby Mineiro: Cruzeiro vs Atlético Mineiro
- Clásico de la Nostalgia: Palmeiras vs Santos Futebol Clube
- Clássico Alvinegro: Corinthians vs Santos Futebol Clube
- Clásico Choque Rei: São Paulo FC vs. Palmeiras
- Clásico Majestoso: Corinthians vs São Paulo FC
- Clásico San-São: São Paulo FC vs. Santos
- Clássico da Amizade (Clásico de la Amistad): Botafogo vs Vasco da Gama
- Clássico Vovô (Clásico Abuelo): Botafogo vs Fluminense, considerado como el clásico más antiguo de Brasil.
- Clássico dos Gigantes: Fluminense vs Vasco
- Clássico da Rivalidade: Botafogo vs Flamengo
- Derby Baiano (Ba-Vi): Bahia vs Vitória
- Derby Paranaense (Atletiba): Athlético Paranaense vs Coritiba
- Derby Paraense (Re-Pa): Remo vs Paysandu
- El Clásico de Clásicos: Sport Recife vs Náutico
- El Clásico de Multitudes: Sport Recife vs Santa Cruz
- El Clásico de las Emociones: Santa Cruz vs Náutico

### Interestatales
- Clássico do Povo Clásico del Pueblo: Corinthians vs Flamengo

### Otros
- Derby Campineiro: Ponte Preta vs Guarani
- Derby Catarinense: Figueirense vs Avaí; Criciúma vs Joinville
- Derby Potiguar: América de Natal vs ABC (Natal)
- Derby Cearense (Clássico Rei/Clásico Rey): Ceará vs Fortaleza
- Derby Goiano (Derby do Cerrado): Goiás vs Vila Nova

También se llaman clásicos los encuentros entre los equipos conocidos como los "doce grandes" del fútbol brasileño: Corinthians, Palmeiras, Sao Paulo FC y Santos FC en San Pablo; Flamengo, Fluminense, Botafogo y Vasco da Gama en Río de Janeiro; Cruzeiro y Atlético Mineiro en Minas Gerais; y Grêmio e Internacional en Río Grande del Sur.

## Estadísticas de jugadores

### Máximos goleadores
Estadísticas válidas hasta diciembre de 2024.
| Pos. | Jogador             | Goles | Juegos | Média | Primera | Última       |
| ---- | ------------------- | ----- | ------ | ----- | ------- | ------------ |
| 1    | Roberto Dinamite    | 190   | 328    | 0.58  | 1971    | 1992         |
| 2    | Fred Chaves         | 158   | 343    | 0.46  | 2004    | 2022         |
| 3    | Romário             | 154   | 251    | 0.61  | 1985    | 2007         |
| 4    | Edmundo             | 153   | 316    | 0.48  | 1992    | 2008         |
| 5    | Zico                | 135   | 249    | 0.54  | 1971    | 1989         |
| 6    | Diego Souza         | 130   | 472    | 0.28  | 2003    | 2021         |
| 7    | Túlio Maravilha     | 129   | 241    | 0.54  | 1988    | 2005         |
| 8    | Serginho Chulapa    | 127   | 184    | 0.69  | 1974    | 1990         |
| 8    | Dadá Maravilha      | 127   | 240    | 0.53  | 1971    | 1985         |
| 9    | Washington          | 126   | 201    | 0.63  | 1999    | 2010         |
| 10   | Luís Fabiano        | 116   | 212    | 0.55  | 1998    | 2017         |
| 11   | Gabriel Barbosa     | 113   | 225    | 0.48  | 2013    | En actividad |
| 12   | Paulo Baier         | 108   | 404    | 0.27  | 1997    | 2014         |
| 12   | Wellington Paulista | 108   | 435    | 0.25  | 2006    | 2023         |
| 14   | Alecsandro          | 105   | 330    | 0.32  | 2001    | 2019         |
| 15   | Kléber Pereira      | 102   | 195    | 0.52  | 1999    | 2010         |
| 16   | Pelé                | 101   | 173    | 0.58  | 1959    | 1974         |

### Máximas presencias en Serie A
| Rank | Jugador             | Partidos |
| ---- | ------------------- | -------- |
| 1.   | Fábio               | 662      |
| 2.   | Rogério Ceni        | 577      |
| 3.   | Léo Moura           | 497      |
| 4.   | Diego Souza         | 472      |
| 5.   | Fábio Santos        | 444      |
| 6.   | Wellington Paulista | 442      |
| 7.   | Paulo Baier         | 404      |
| 8.   | Cássio Ramos        | 400      |
| 9.   | Márcio Araújo       | 397      |
| 10.  | Victor              | 384      |
| 11.  | Zinho               | 369      |
| 12.  | Clemer              | 368      |
| 13.  | Ramon               | 368      |
|      |                     |          |

- Negrita indica jugador en actividad.

## Entrenadores campeones en la Serie A
- Lista de técnicos con al menos 2 títulos en Serie A.

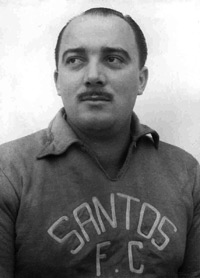
Luís Alonso Pérez, 5 títulos.

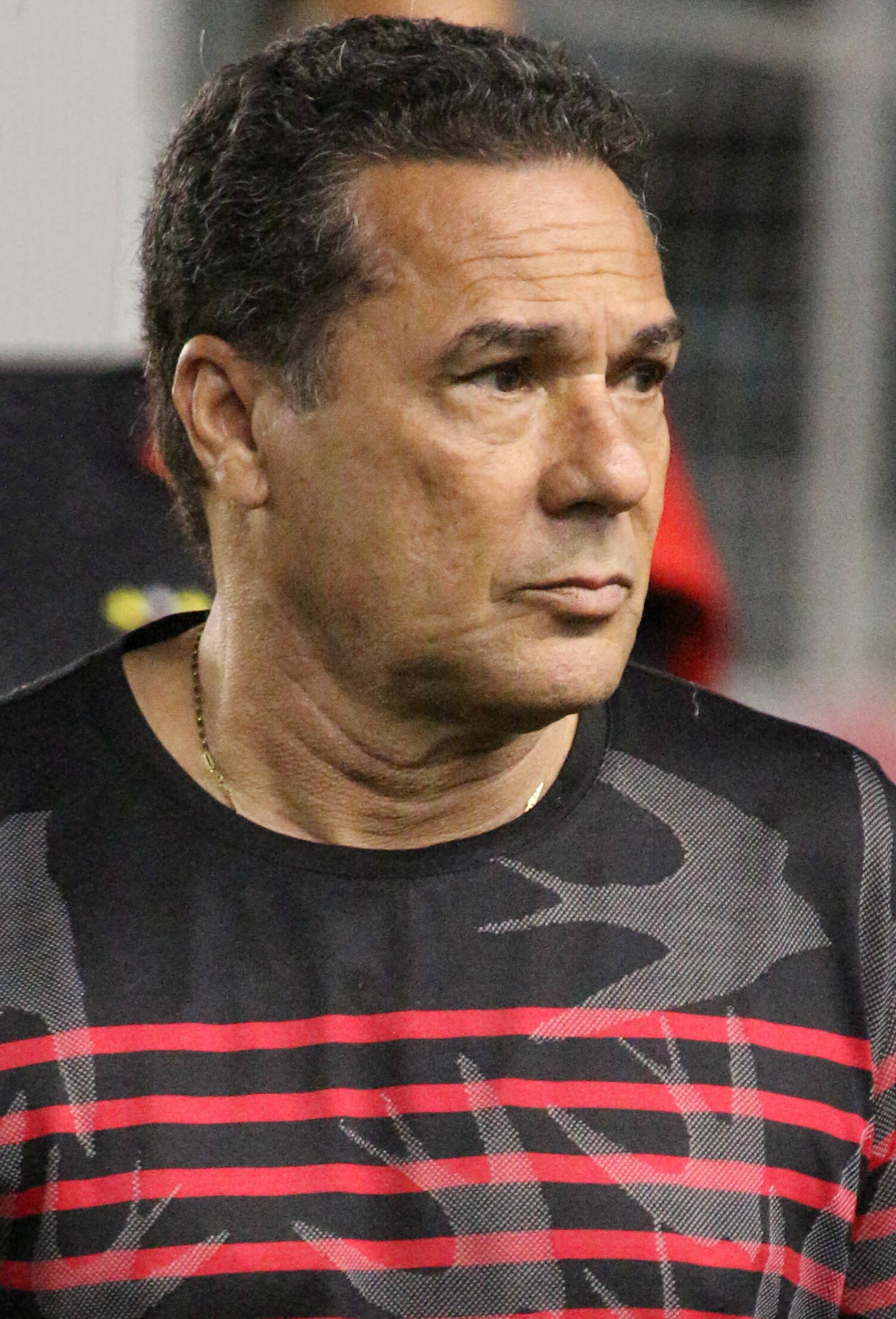
Wanderley Luxemburgo, 5 veces campeón.

| Técnico                       | Títulos | Años campeón                 |
| ----------------------------- | ------- | ---------------------------- |
| Luís Alonso Pérez (Lula)      | 5       | 1961, 1962, 1963, 1964, 1965 |
| Wanderley Luxemburgo          | 5       | 1993, 1994, 1998, 2003, 2004 |
| Muricy Ramalho                | 4       | 2006, 2007, 2008, 2010       |
| Rubens Minelli                | 4       | 1969, 1975, 1976, 1977       |
| Ênio Andrade                  | 3       | 1979, 1981, 1985             |
| Osvaldo Brandão               | 3       | 1960, 1972, 1973             |
| Telê Santana                  | 2       | 1971, 1991                   |
| Antônio Lopes                 | 2       | 1997, 2005                   |
| Oswaldo de Oliveira           | 2       | 1999, 2000                   |
| Marcelo Oliveira              | 2       | 2013, 2014                   |
| Adenor Leonardo Bacchi (Tite) | 2       | 2011, 2015                   |
| Luiz Felipe Scolari           | 2       | 1996, 2018                   |
| Cuca                          | 2       | 2016, 2021                   |
| Abel Ferreira                 | 2       | 2022, 2023                   |

### Jugadores campeones de goleo por temporada
| # | Jugador         | Títulos | Temporadas       | Equipo (s)                      |
| - | --------------- | ------- | ---------------- | ------------------------------- |
| 1 | Dadá Maravilha  | 3       | 1971, 1972, 1976 | Atlético Mineiro, Internacional |
| 2 | Túlio Maravilha | 3       | 1989, 1994, 1995 | Goiás, Botafogo                 |
| 3 | Romário         | 3       | 2000, 2001, 2005 | Vasco da Gama                   |
| 3 | Fred            | 3       | 2012, 2014, 2016 | Fluminense, Atlético Mineiro    |

### Los fichajes más caros de la historia del fútbol brasileño
| Pos | Jugador       | Club      | Eq. procedencia       | Millones € | Referencias |
| --- | ------------- | --------- | --------------------- | ---------- | ----------- |
| 1º  | Vitor Roque   | Palmeiras | Barcelona             | 25.5       | [ 30 ]      |
| 2º  | Danilo        | Botafogo  | Nottingham Forest     | 22         | [ 31 ]      |
| 3º  | Thiago Almada | Botafogo  | Atlanta United        | 21         | [ 32 ]      |
| 4º  | Paulinho      | Palmeiras | Mineiro               | 19         | [ 33 ]      |
| 5º  | Alcaraz       | Flamengo  | Juventus de Turín     | 19         | [ 34 ]      |
| 6º  | Luiz Henrique | Botafogo  | Real Betis            | 16         | [ 35 ]      |
| 7º  | Rodríguez     | Botafogo  | New York City         | 16         | [ 36 ]      |
| 8º  | Arthur Cabral | Botafogo  | SL Benfica            | 15         | [ 37 ]      |
| 9º  | Gerson        | Flamengo  | Olympique de Marsella | 15         | [ 38 ]      |
| 10º | Ramón Sosa    | Palmeiras | Nottingham Forest     | 14         | [ 39 ]      |

Fonte: Goal. Actualizado el 29 de julio de 2025.

## Sistema actual
| Nivel                  | Campeonatos Nacionales de Liga |
| ---------------------- | --- |
| 1                      | Serie A 20 equipos 4 descensos |
| 2                      | Serie B 20 equipos 4 ascensos 4 descensos |
| 3                      | Serie C 20 equipos 4 ascensos 4 descensos |
| 4                      | Serie D 64 equipos 4 ascensos |
| Campeonatos estaduales | |
| -                      | Acre - Alagoas - Amapá - Amazonas - Bahia - Ceará - Distrito Federal - Espírito Santo - Goiás - Maranhão - Mato Grosso - Mato Grosso do Sul - Minas Gerais - Pará - Paraíba - Paraná - Pernambuco - Piauí - Río de Janeiro - Rio Grande do Norte - Rio Grande do Sul - Rondônia - Roraima - Santa Catarina - São Paulo - Sergipe - Tocantins |